# Опатовска Нова Вес
Опатовска Нова Вес (слч. Opatovská Nová Ves) насељено је мјесто са административним статусом сеоске општине (слч. obec) у округу Вељки Кртиш, у Банскобистричком крају, Словачка Република.

## Становништво
| Година:    | 1994. | 2004.   | 2014.   | 2024.    |
| ---------- | ----- | ------- | ------- | -------- |
| Број људи: | 646   | 634     | 697     | 626      |
| Разлика:   |       | -1,85 % | +9,93 % | -10,18 % |

| Година:    | 2023. | 2024.   |
| ---------- | ----- | ------- |
| Број људи: | 629   | 626     |
| Разлика:   |       | -0,47 % |

Према подацима о броју становника из 2011. године насеље је имало 718 становника.